# حسن بزرك
تَاجُ الدِّينِ حَسَن بُزُرك بنُ الأَمِيرِ حُسَينٍ گُوركَان الجَلَائِرِي المَغُولِي (بالفارسية: تاجُ‌الدین حسَن بُزُرگ بن امیرحُسَین گورکان جلایری مغولی، وبالأذرية: Tacəddin Həsən ibn Hüseyn Cəlayır) (توفي: 757هـ المُوافق فيه تمُّوز (يوليو) 1356م) الشهير اختصارًا بِـ«حسن بزرك» أو «حسن الكبير» هو مؤسس السلطنة الجلائريَّة في بغداد التي حكمت العراق وأذربيجان وأجزاء من إيران وبلاد الشام، وقد دام مُلكُها لِما يُقارب قرنًا من الزمن إلى أن انقضى أجلُها في القرن الخامس عشر.
دعم مركز بني جلائر ببغداد بعد انتصاره على منافسه موسى الزعيم المغولي، وخاض معارك كثيرة، رمم مشهد النجف. خلفه في الحكم ابنه أويس.

## زوجاته وأولاده
زوجاته:
- بغداد خاتون
- دلشاد خاتون

أولاده:
- شيخ أويس
- الأمير زاهد
- الأمير قاسم
- تاندو خاتون
- ابن غير معروف الاسم